# Steady Ground
Steady Ground è stato un gruppo Alternative rock noto per avere l'ex batterista degli Offspring Ron Welty nella formazione. Gli Steady Ground sono nati nel 2003, in seguito all'abbandono di Welty dagli Offspring.

## Discografia
Gli Steady Ground hanno ultimato il loro album di debutto nel 2007, Jettison, dopo quasi due anni di lavoro.
I membri hanno deciso di sciogliere il gruppo qualche mese dopo l'uscita del loro primo ed unico album.

## Formazione
- Rick Stitch - voce
- George Squiers - chitarra
- Kyle Rogan - basso
- Jared Woods - chitarra
- Ron Welty - batteria